# Radball-Weltcup 2017
Der Radball-Weltcup 2017 war die 16. Austragung des von der UCI veranstalteten Radball-Weltcups. Die regulären Weltcupturniere fanden vom 6. Mai bis zum 4. November statt, das Finale am 2. Dezember in Willich. Patrick Schnetzer und Markus Bröll vom RC Höchst gewannen das Weltcup-Finale zum zweiten Mal nacheinander.

## Modus
Im Gegensatz zu den Vorjahren fanden nur fünf statt acht Turniere vor dem Finale statt, da sich nicht genügend Ausrichter fanden. Auch ein ursprünglich in Japan geplantes Turnier entfiel letztlich.
Es waren je drei Teams aus den vier besten Nationen der letzten Weltmeisterschaft qualifiziert sowie zwei Teams aus der fünftplatzierten Nation. Aus allen weiteren Ländern war maximal ein Team teilnahmeberechtigt. Hinzu kamen noch die Teams, welche mit einer Wildcard des Veranstalters teilnehmen konnten.

## Turnier-Übersicht
| Turnier    | Austragungsort | Datum        | Gewinner     | Zweiter      | Dritter         |
| ---------- | -------------- | ------------ | ------------ | ------------ | --------------- |
| 1. Turnier | Beringen       | 6. Mai       | RV Obernfeld | RC Höchst 2  | RMC Stein       |
| 2. Turnier | Altdorf        | 26. August   | RS Altdorf 1 | RC Höchst 2  | RMC Stein       |
| 3. Turnier | St. Pölten     | 2. September | RMC Stein    | RC Höchst 2  | RV Dornbirn (1) |
| 4. Turnier | St. Gallen     | 14. Oktober  | RC Höchst 1  | RS Altdorf 1 | RV Obernfeld    |
| 5. Turnier | Liestal        | 8. September | RC Höchst 1  | RS Altdorf 1 | RV Obernfeld    |
| Finale     | Wittlich       | 2. Dezember  | RC Höchst 1  | RC Höchst 2  | RV Obernfeld    |

## Punktestand
Für jedes Weltcupturnier wurden Weltcuppunkte vergeben. Nach den ersten fünf Turnieren wurden die Punkte jedes Teams addiert, und die acht Teams mit den meisten Punkten gelangten ins Finale. Dazu kam ein asiatisches Team sowie das Heimteam des Final-Veranstalters.
| Rang   | 1  | 2  | 3  | 4  | 5  | 6  | 7  | 8  | 9  | 10 |
| Punkte | 50 | 45 | 40 | 35 | 30 | 25 | 20 | 18 | 16 | 14 |

Der Punktestand entschied nur darüber, welche Teams ins Finale gelangten. Dort hatten jedoch alle Teams die Chance auf den Gesamtsieg.
Die mit gelb hinterlegten Teams waren fürs Finale qualifiziert. Rechts sind die Ränge bei den einzelnen Turnieren dargestellt.
| Rang | Team            | Spieler             | Spieler            | Punkte | Belgien        | Schweiz        | Osterreich     | Schweiz        | Osterreich     |
| ---- | --------------- | ------------------- | ------------------ | ------ | -------------- | -------------- | -------------- | -------------- | -------------- |
| 1    | RS Altdorf 1    | Roman Schneider     | Dominik Planzer    | 140    | –              | Goldmedaille   | –              | Silbermedaille | Silbermedaille |
| 2    | RC Höchst 1     | Patrick Schnetzer   | Markus Bröll       | 135    | –              | 4              | –              | Goldmedaille   | Goldmedaille   |
| 3    | RC Höchst 2     | Simon König         | Florian Fischer    | 135    | Silbermedaille | Silbermedaille | Silbermedaille | –              | –              |
| 4    | RV Obernfeld    | André Kopp          | Manuel Kopp        | 130    | Goldmedaille   | –              | –              | Bronzemedaille | Bronzemedaille |
| 5    | RMC Stein       | Gerhard Mlady       | Bernd Mlady        | 130    | Bronzemedaille | Bronzemedaille | Goldmedaille   | –              | –              |
| 6    | RC Iserlohn     | Daniel Endrowait    | Heiko Cordes       | 95     | –              | 6              | –              | 4              | 4              |
| 7    | RV Dornbirn     | Stefan Feurstein    | Kevin Bachmann     | 86     | 9              | –              | Bronzemedaille | –              | 5              |
| 8    | RMV Pfungen     | Severin Waibel      | Benjamin Waibel    | 85     | 4              | 7              | –              | 5              | –              |
| 9    | SC Svitávka     | Jiří Hrdlička       | Pavel Loskot       | 74     | –              | –              | 4              | 6              | 10             |
| 10   | VC Dorlisheim 2 | Thomas Leclerc      | Mathias Seyfried   | 66     | –              | 8              | 5              | –              | 8              |
| 11   | VC Oftringen    | Daniel Hunziker     | Andreas Zaugg      | 65     | 7              | –              | 7              | –              | 6              |
| 12   | VC Dorlisheim 1 | Quentin Seyfried    | Benjamin Meyer     | 60     | 5              | –              | –              | 10             | 9              |
| 13   | HZG Beringen 1  | Brecht Damen        | Niels Dirikx       | 59     | 6              | 10             | –              | 7              | –              |
| 14   | TJ Favorit Brno | Pavel Šmíd          | Jan Havlíček       | 43     | 8              | –              | 6              | –              | –              |
| 15   | RS Altdorf 2    | Claudio Zotter      | Simon Marty        | 30     | –              | 5              | –              | –              | –              |
| 16   | VMC Liestal     | Andry Accola        | Lukas Oberer       | 20     | –              | –              | –              | –              | 7              |
| 17   | RVW Naurod      | Till Wehner         | Marco Wagner       | 18     | –              | –              | –              | 8              | –              |
| 18   | ARBÖ St. Pölten | Michael Schlachtner | Manuel Schlachtner | 18     | –              | –              | 8              | –              | –              |
| 19   | TJ Start Plzeň  | Ondřej Kydlíček     | Josef Reindl       | 16     | –              | 9              | –              | –              | –              |
| 20   | Tatai AC        | Bence Krausz        | Victor Orcsik      | 16     | –              | –              | 9              | –              | –              |
| 21   | RC St. Gallen   | Matias Klarer       | Adrian Osterwalder | 16     | –              | –              | –              | 9              | –              |
| 22   | HZG Beringen 2  | Bjorn Stockmans     | Tim Primavesi      | 14     | 10             | –              | –              | –              | –              |
| 23   | Lochamp         | Man Fai Lo          | Ka Kin Kenny Chan  | 14     | –              | –              | 10             | –              | –              |

## Weltcup-Finale
Die Wildcard im Finale erhielt das heimische Team des RSC Schiefbahn. Vertreter Asiens im Finale war das Hongkonger Team Lochamp. Es war das erste Mal in der Geschichte des Weltcups, dass Asien nicht durch eine japanische Mannschaft repräsentiert wurde.
Die zehn Teams wurden in zwei Fünfer-Gruppen unterteilt, innerhalb derer jeder gegen jeden spielte. Danach spielten die Fünftplatzierten der beiden Gruppen um Rang 9 und 10, die beiden Viertplatzierten um Rang 7 und 8 und die beiden Drittplatzierten um Rang 5 und 6. Die Sieger der beiden Gruppen spielten im Halbfinale gegen den Zweitplatzierten der anderen Gruppe um einen Finalplatz. Die Verlierer der beiden Halbfinale spielten um Rang 3 und 4 und die beiden Gewinner um den Gesamtweltcup-Sieg.

### Vorrunde

#### Gruppe 1
| Rang | Team             | HÖC   | ALT   | STE   | SCH   | SUD   | S | U | N | Tore  | Punkte |
| ---- | ---------------- | ----- | ----- | ----- | ----- | ----- | - | - | - | ----- | ------ |
| 1    | RC Höchst 2      | —     | 2 : 1 | 6 : 3 | 5 : 0 | 6 : 5 | 4 | 0 | 0 | 19:9  | 12     |
| 2    | RS Altdorf 1     | 1 : 2 | —     | 5 : 3 | 3 : 2 | 8 : 3 | 3 | 0 | 1 | 17:10 | 9      |
| 3    | RMC Stein        | 3 : 6 | 3 : 5 | —     | 5 : 2 | 6 : 6 | 1 | 1 | 2 | 17:19 | 4      |
| 4    | RSC Schiefbahn   | 0 : 5 | 2 : 3 | 2 : 5 | —     | 6 : 3 | 1 | 0 | 3 | 10:16 | 3      |
| 5    | SG Sulz/Dornbirn | 5 : 6 | 3 : 8 | 6 : 6 | 3 : 6 | —     | 0 | 1 | 3 | 17:26 | 1      |

#### Gruppe 2
| Rang | Team         | HÖC    | OBE    | PFU   | ISE    | LOC    | S | U | N | Tore  | Punkte |
| ---- | ------------ | ------ | ------ | ----- | ------ | ------ | - | - | - | ----- | ------ |
| 1    | RC Höchst 1  | —      | 5 : 3  | 6 : 1 | 12 : 5 | 7 : 0  | 4 | 0 | 0 | 30:9  | 12     |
| 2    | RV Obernfeld | 3 : 5  | —      | 3 : 2 | 4 : 2  | 10 : 3 | 3 | 0 | 1 | 20:12 | 9      |
| 3    | RMV Pfungen  | 1 : 6  | 2 : 3  | —     | 9 : 4  | 9 : 0  | 2 | 0 | 2 | 21:13 | 6      |
| 4    | RC Iserlohn  | 5 : 12 | 2 : 4  | 4 : 9 | —      | 13 : 0 | 1 | 0 | 3 | 24:25 | 3      |
| 5    | Lochamp      | 0 : 7  | 3 : 10 | 0 : 9 | 0 : 13 | —      | 0 | 0 | 4 | 3:39  | 0      |

### Finalrunde
| 1. Halbfinale           |   |              |       |
| RC Höchst 2             | – | RV Obernfeld | 4 : 2 |
| 2. Halbfinale           |   |              |       |
| RC Höchst 1             | – | RS Altdorf 1 | 5 : 4 |
| Spiel um Platz 9 und 10 |   |              |       |
| SG Sulz/Dornbirn        | – | Lochamp      | 7 : 2 |
| Spiel um Platz 7 und 8  |   |              |       |
| RSC Schiefbahn          | – | RC Iserlohn  | 5 : 1 |
| Spiel um Platz 5 und 6  |   |              |       |
| RMC Stein               | – | RMV Pfungen  | 7 : 3 |
| Spiel um Platz 3 und 4  |   |              |       |
| RS Altdorf 1            | – | RV Obernfeld | 3 : 4 |
| Finale                  |   |              |       |
| RC Höchst 2             | – | RC Höchst 1  | 3 : 8 |

### Endstand
| Rang           | Team             | Spieler           | Spieler             |
| -------------- | ---------------- | ----------------- | ------------------- |
| Goldmedaille   | RC Höchst 1      | Patrick Schnetzer | Markus Bröll        |
| Silbermedaille | RC Höchst 2      | Simon König       | Florian Fischer     |
| Bronzemedaille | RV Obernfeld     | André Kopp        | Manuel Kopp         |
| 4              | RS Altdorf 1     | Roman Schneider   | Dominik Planzer     |
| 5              | RMC Stein        | Gerhard Mlady     | Bernd Mlady         |
| 6              | RMV Pfungen      | Severin Waibel    | Benjamin Waibel     |
| 7              | RSC Schiefbahn   | Marius Herrmanns  | Sven Holland-Moritz |
| 8              | RC Iserlohn      | Daniel Endrowait  | Heiko Cordes        |
| 9              | SG Sulz/Dornbirn | Kevin Bachmann    | Stefan Feurstein    |
| 10             | Lochamp          | Man Fei Lo        | Ka Kin Kenny Chan   |